# Bellefonte (Arkansas)
Bellefonte is een plaats (town) in de Amerikaanse staat Arkansas, en valt bestuurlijk gezien onder Boone County.

## Demografie
Bij de volkstelling in 2000 werd het aantal inwoners vastgesteld op 400.
In 2006 is het aantal inwoners door het United States Census Bureau geschat op 435,.

## Geografie
Volgens het United States Census Bureau beslaat de plaats een oppervlakte van
1,5 km².